# Gallinal
Gallinal ist eine Ortschaft in Uruguay.

## Geographie
Sie befindet sich auf dem Gebiet des Departamento Paysandú in dessen Sektor 10 südöstlich von Cerro Chato und östlich der gleichnamigen topographischen Erhebung. Nördlich liegt die Cuchilla de los Médanos. Nahe Gallinas entspringen hier der Arroyo Guaviyú, der Arroyo de Soto Chico, der Arroyo Campamento sowie die beiden Bäche del Tala und de las Flores.

## Einwohner
Für Gallinal wurden bei der Volkszählung im Jahr 2004 655 Einwohner registriert.
| Jahr | Einwohner |
| ---- | --------- |
| 1963 | -         |
| 1975 | -         |
| 1985 | -         |
| 1996 | 472       |
| 2004 | 655       |

Quelle: Instituto Nacional de Estadística de Uruguay